# Hettikamkanamge Perera
Hettikamkanamge Perera (Kalutara, 1978. szeptember 19. –) Srí Lanka-i nemzetközi labdarúgó-játékvezető.

## Pályafutása
Az AFC kupában 2008-től vezetett mérkőzéseket. A 2014-es szezontól mutatkozott be az AFC-bajnokok ligájában, ahol néhány csoportmérkőzést irányított. A 2019-es AFC-kupa döntőjét vezette Kuala Lumpurban, ahol az észak-koreai Április 25. csapata 1–0-ra kikapott a libanoni Al Ahed csapatától.
Első nemzetközi válogatott mérkőzéseit 2009 áprilisában az AFC-Kihívás kupa selejtező-mérkőzésein vezette. A 2013-as SAFF-bajnokság találkozóin is irányított találkozókat. A 2018-as labdarúgó-világbajnokság ázsiai kvalfikációs mérkőzéseinek vezetésében is részt vett. A 2017-es Öböl-kupa Omán–Bahrein 1–0-ra végződő elődöntőjét is ő irányította. 2017 végén jelölték a Öböl-kupa 2017-re, és többek között ő vezette az Omán és a Bahrein elődöntőjét, ahol 1–0-s ománi győzelem született.